# Джэксонвилл
Джэ́ксонвилл (англ. Jacksonville, [ˈdʒæksənvɪl]) — самый густонаселённый город в американском штате Флорида и двенадцатый по численности населения город в США. Территориально относится к округу Дувол (англ. Duval County). С 1968 года город и округ имеют единое управление, в результате чего Джэксонвилл стал самым крупным по территории городом в континентальных США. По данным переписи 2020 года, в самом городе проживает 949 611 жителей, а вместе с окрестностями — 1 733 937.
Джэксонвилл расположен на северо-востоке Флориды на берегах реки Сент-Джонс (англ. St. Johns River), впадающей в Атлантический океан в 30 километрах от центральной части города ниже по течению. Поселение Коуфорд (англ. Cowford), будущий Джэксонвилл, возникло в 1791 году и своё первоначальное название получило благодаря броду в узком месте реки, который использовался для переправы домашнего скота (cow — корова, ford — брод). В 1822 году город получил своё современное имя в честь Эндрю Джексона (Andrew Jackson), первого военного губернатора Флориды и впоследствии седьмого президента США.

## История
Первое поселение, названное антропологами Оссачит (Ossachite), появилось на территории города около 6 тыс. лет назад. В нём жили индейцы племени тимукуа.
Европейцы впервые появились в этом месте в 1562 году, когда французский гугенот Жан Рибо (фр. Jean Ribault) произвёл здесь высадку и нанёс на карту реку Сент-Джонс. Спустя два года под началом другого француза Рене де Ладоньера (фр. René de Laudonnière) здесь был основано первое европейское поселение — форт Кэролайн.

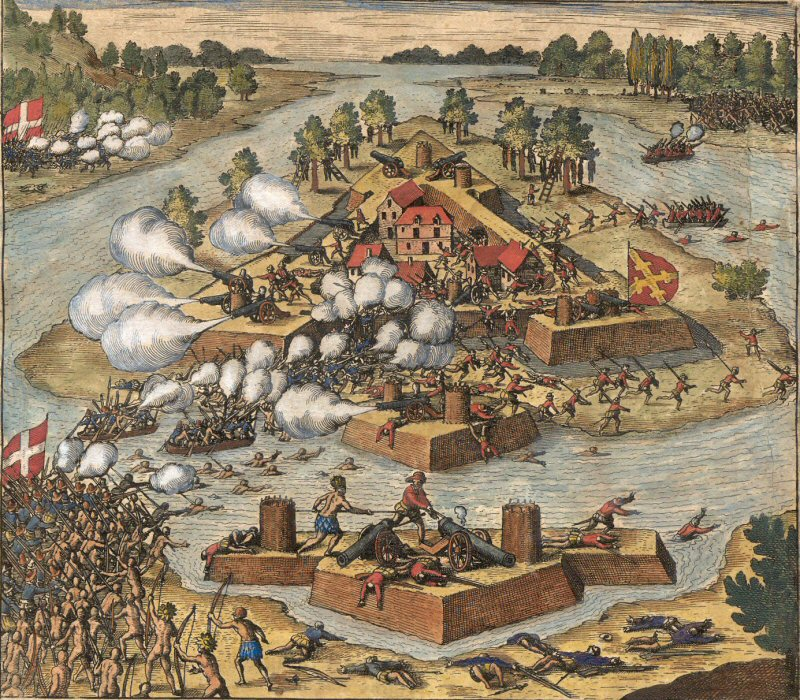
Форт Кэролайн

Территория Флориды вошла под юрисдикцию США в 1821 году, и вслед за этим город получил своё настоящее имя в честь Эндрю Джексона, первого военного губернатора Флориды и седьмого президента США. 9 февраля 1832 года Законодательный совет Флориды одобрил создание городской управы.
Во время Гражданской войны (1861—1865) Джэксонвилл стал основным поставщиком говядины и свинины для войск Конфедерации. Город был блокирован северянами и переходил из рук в руки несколько раз. В 1864 году к западу от Джексонвилла произошло единственное крупное сражение на территории Флориды — сражение при Оласти. Хотя значительных боевых действий в Джексонвилле не проводилось, к концу войны он пришёл в состояние значительной дезорганизации.
Во времена Реконструкции Юга (1867—1877) и «Позолоченного века» (1870—1898) Джэксонвилл и расположенный по соседству город Сент-Огастин стали популярными зимними курортами для богатых и знаменитых персон. Отдыхающие прибывали сюда на пароходах, а позднее по железной дороге. К концу века, однако, поток туристов несколько уменьшился из-за вспышек жёлтой лихорадки, а также из-за того, что железная дорога была проложена далее на юг полуострова и часть туристических потоков переместилось туда.
2 мая 1901 года в центральной части города случился крупный пожар, начавшийся на волоконной фабрике. Этот пожар стал одним из самых крупных происшествий с катастрофическими последствиями в истории штата, в результате был уничтожен деловой центр Джэксонвилла и около 10 000 человек остались без крова. В реконструкции города, продолжавшейся с 1901 по 1912 год, было восстановлено более 13 000 зданий, большей частью под руководством известного нью-йоркского архитектора Генри Клуто (Henry John Klutho).

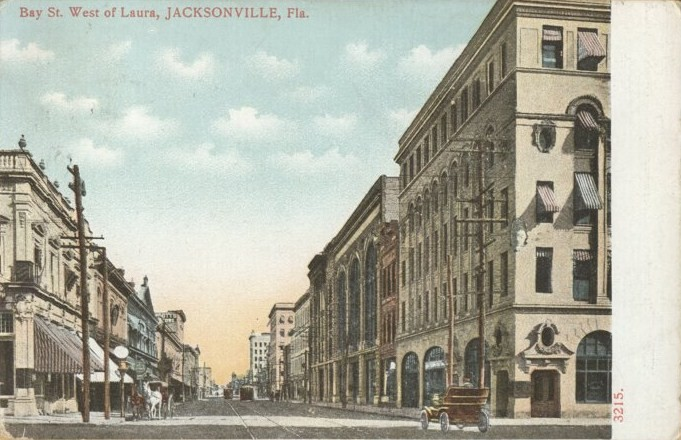

В 1910-е годы город стал популярным среди кинематографистов, которых привлекали тёплый климат, экзотические пейзажи, близость железной дороги и дешёвая рабочая сила. За десятилетие в нём обосновалось более 30 киностудий немого кино, за что он был прозван «зимней столицей мирового кинематографа» («англ. Winter Film Capital of the World»). Однако с появлением Голливуда центр кинопроизводства в конечном счёте переместился туда.
В эти же годы Джэксонвилл стал крупным банковским и страховым центром, здесь стали процветать такие компании, как Barnett National, Atlantic National, Florida National, Prudential, Gulf Life, Afro-American Insurance, Independent Life и American Heritage Life.
Во время Второй мировой войны в районе города были образованы три военно-морские базы, и ВМС США стали одной из экономических движущих сил города и крупным работодателем. После окончания войны Джэксонвилл стал страдать от негативных последствий быстрой урбанизации городов за счёт сельской местности. В результате голосования в 1968 году муниципалитеты города и округа были объединены, в результате чего по занимаемой территории Джэксонвилл стал крупнейшим городом в континентальной части США.
С 1961 по 1967 год в городе располагалась штаб-квартира железнодорожной компании Atlantic Coast Line Railroad.
В 1968 году город был награждён премией «All-America City Award» (с англ. — «Всеамериканский город») присуждаемой Национальной гражданской лигой, которую неофициально называют «Нобелевской премией за конструктивное гражданство» и которая выдается за активную гражданскую позицию жителей некорпоративных сообществ Соединённых Штатов в жизни местного самоуправления. 
В настоящее время Джэксонвилл страдает от большого количества тяжких преступлений — в период с 1989 по 2006 год город 12 раз становился лидером по количеству убийств.

## География и климат

### География
Город Джэксонвилл (30°19′10″ с. ш. 81°39′36″ з. д.) расположен в северо-восточной части штата Флорида, США. Согласно данным Бюро переписи США, площадь города составляет 2264,5 км², из которых 1962,4 км² относятся к суше и 302,1 км² (13,34 %) к водной поверхности.

### Климат
Климат в Джэксонвилле влажный субтропический, с мягкой зимой и жарким летом. Среднегодовые высокие температуры колеблются в пределах 18—33 °C. Самая высокая известная температура, +40,6 °C, была зафиксирована 21 июля 1942 года, самая низкая, −13,9 °C, — 21 января 1985 года. Летом в вечерние часы часто случаются грозы — это происходит из-за сильного нагрева земли и воды в комбинации с высокой влажностью. Зимой случаются морозы, но как правило такие периоды непродолжительны. Редко выпадает снег, но обычно он тает ещё в воздухе.
Джэксонвилл в меньшей степени по сравнению с другими городами Флориды страдает от ураганов. Прямой удар стихии был зафиксирован лишь однажды в 1871 году, однако за всё время более 12 раз было объявлено штормовое предупреждение в связи с двигающимися через территорию штата ураганами со стороны Мексиканского залива. Самый большой ущерб был зафиксирован в 1964 году, когда эпицентр урагана Дора (англ. Hurricane Dora) прошёл несколько южнее через город Сент-Августин (Сент-Огастин). Сила ветра составляла 177 км/ч, что дало основание присвоить урагану вторую категорию по пятибалльной шкале Саффира — Симпсона.
Количество осадков в среднем составляет 1320 мм в год, наибольшее их количество выпадает с июня по сентябрь.
| Показатель                    | Янв.  | Фев.  | Март | Апр. | Май  | Июнь | Июль | Авг. | Сен. | Окт. | Нояб. | Дек.  | Год   |
| ----------------------------- | ----- | ----- | ---- | ---- | ---- | ---- | ---- | ---- | ---- | ---- | ----- | ----- | ----- |
| Абсолютный максимум, °C       | 28,9  | 31,1  | 32,8 | 35,0 | 37,8 | 39,4 | 40,6 | 38,9 | 37,2 | 35,6 | 31,1  | 28,9  | 40,6  |
| Средний суточный максимум, °C | 18,2  | 20,1  | 23,2 | 26,2 | 29,7 | 32,2 | 33,3 | 32,7 | 30,5 | 26,9 | 23,1  | 19,2  | 26,3  |
| Средняя температура, °C       | 11,7  | 13,6  | 16,5 | 19,4 | 23,4 | 26,6 | 27,9 | 27,7 | 25,7 | 21,3 | 16,8  | 12,9  | 20,3  |
| Средний суточный минимум, °C  | 5,2   | 7,1   | 9,8  | 12,6 | 17,1 | 21,1 | 22,6 | 22,6 | 20,8 | 15,8 | 10,5  | 6,6   | 14,3  |
| Абсолютный минимум, °C        | −13,9 | −12,2 | −5   | −0,6 | 7,2  | 8,3  | 16,1 | 17,2 | 8,9  | 0,6  | −6,1  | −11,7 | −13,9 |
| Норма осадков, мм             | 84    | 81    | 100  | 67   | 63   | 164  | 166  | 173  | 208  | 100  | 54    | 71    | 1331  |
| Источник: Погода и климат     |       |       |      |      |      |      |      |      |      |      |       |       |       |

## Экономика и транспорт
Находясь в устье реки Сент-Джонс вблизи Атлантического океана, глубоководный порт Джексонвилла является важным транспортным грузовым хабом штата, а по объёму автомобильного импорта лидирует по стране.
Помимо транспортной сферы, в Джексонвилле также сильны финансовый сектор, оптовая и розничная торговля, сферы страхования, биомедицинских и информационных технологий. В городе расположены штаб-квартиры более сорока крупных компаний, в том числе, CSX Corporation(англ.), Fidelity National Financial Inc.(англ.), FIS,  Patriot Transportation.
Существенное влияние оказывает туризм. Так, в 2008 году город посетило более 2,8 миллионов людей, потратив около миллиарда долларов.

## Спорт
В Джэксонвилле базируется одна команда из главных спортивных лиг США — «Джэксонвилл Джагуарс», выступающая в Национальной футбольной лиге. «Джагуарс» были основаны в 1995 году и домашние матчи проводят в «Эвербэнк-филде». В 2005 году в городе проходил Супербоул XXXIX. В пригороде Джэксонвилля Понте-Ведра-Бич расположены штаб-квартиры ассоциации профессионального гольфа PGA Tour и американского филиала Ассоциации теннисистов-профессионалов (АТР).
Город также представлен профессиональными командами, выступающими в низших лигах США. «Джэксонвилл Санс» — бейсбольная команда уровня Дабл-А, выступает в городе с 1970 года и является коммерчески самым успешным клубом в Южной лиге. В 2010 году в городе появился клуб «Джэксонвилл Шаркс», ставший уже в следующем году чемпионом Arena Football League. «Джэксонвилл Эксмен» — полупрофессиональная регбийная команда, основанная в 2006 году.
В городе также пользуется популярностью студенческий спорт, в особенности американский футбол. Ежегодно в Джэксонвилле проходит матч между командами университета Флориды и университета Джорджии и Гейтор Боул. Два джэксонвильских университета — университет Северной Флориды и университет Джэксонвилля выступают в конференции Atlantic Sun первого дивизиона NCAA.
| Клуб                     | Спорт               | Лига                         | Домашний стадион (вместимость)          |
| ------------------------ | ------------------- | ---------------------------- | --------------------------------------- |
| Джэксонвилл Джагуарс     | Американский футбол | Национальная футбольная лига | TIAA Bank Field (67 250)                |
| Джэксонвилл Джамбо Шримп | Бейсбол             | Южная лига (AA)              | Бейсбол Граундс оф Джэксонвилл (11 000) |
| Джэксонвилл Шаркс        | Arena football      | NAL                          | VyStar Veterans Memorial Arena (13 000) |
| Джэксонвилл Джайантс     | Баскетбол           | ABA                          | VyStar Veterans Memorial Arena (13 000) |
| Джэксонвилл Айсмен       | Хоккей              | ECHL                         | VyStar Veterans Memorial Arena (13 000) |
| Джэксонвилл Эксмен       | Регби               | USA Rugby League             | Ходжес Стадиум (10 000)                 |
| Джэксонвилл Армада       | Футбол              | NASL                         | Бейсбол Граундс оф Джэксонвилл (11 000) |

## Города-побратимы
- Аргентина: Байя-Бланка
- Китай: Инкоу
- Республика Корея: Масан
- Россия: Мурманск (с 1975)[20]
- Франция: Нант
- ЮАР: Порт-Элизабет